# Claes Ramström
Claes Olof Ramström, född den 18 april 1791 på Stjernsunds slott i Närke, död den 29 juli 1852, var en svensk skolman och universitetslärare, farfar till Carl Ramström.
Ramström blev 1810 student vid Uppsala universitet, där han 1818 promoverades till filosofie magister. Åren 1819–34 innehade han (i bolag med Vilhelm Fredrik Palmblad) akademiska boktryckeriet. År 1823 utnämndes han till docent i hebreiska och syriska språken och 1831 till extra ordinarie adjunkt i österländska språk. År 1827 öppnade Ramström en skola, Uppsala lyceum, som vann mycket anseende, och verkade där till 1839, då han bosatte sig i Stockholm och där praktiskt sökte lösa den då på dagordningen stående undervisningsfrågan i det av honom upprättade Stockholms lyceum, ett läroverk, där de båda bildningslinjerna var förenade. År 1851 överlämnade Ramström Stockholms lyceum åt Carl Johan Bohman och Otto von Feilitzen samt ägnade sig uteslutande åt publicistisk verksamhet som medarbetare i "Svenska tidningen". Ramström behandlade pedagogiska spörsmål även teoretiskt och lämnade en framställning Om undervisningsverken i Sverige såväl de äldre, gymnasier och lärdomsskolor, som de nyare, Nya elementarskolan, Uppsala lyceum o.s. v. (1833). Jämte Johan Arvid Moberger deltog Ramström i översättningen av Wilhelm Gesenius hebreiska och kaldeiska lexikon (1829–32).